# Ташкентский планетарий
Ташкентский городской планетарий — планетарий в Ташкенте. Расположен в парке им. Абдуллы Кадыри. Открыт в 1963 году, с 2003 года работает в новом здании, построенном на месте старого.
Планетарий открылся в 1963 году в здании, расположенном в парке им. Пушкина (ныне им. Абдуллы Кадыри). В советское время носил имя Улугбека. Демонстрационный зал был рассчитан на сотню мест. Положение и движение небесных тел демонстрировалось с помощью аппарата «планетарий» на полусферическом экране диаметром 8 метров. В фойе находились глобусы Земли, Марса и Луны. В 1981 году общее количество зрителей составило примерно 20 тысяч.
В 2003 году построено новое здание. Открытие планетария в новом здании состоялось в день празднования 12-летия независимости Узбекистана. Здание включает два зала: демонстрационный, рассчитанный на 60 (согласно другому источнику — 80) мест, и выставочный (открыт в 2009 году). Трансляция программ первоначально осуществлялась с помощью японского аппарата Planetariy MS-6, с 2015 года — с помощью российского проектора FEPAS, а с 2021 — немецкого проектора Optoma. Программы демонстрируются в 3D формате на трёх языках: узбекском, русском и английском.
В выставочном зале представлены отдельные экспозиции, посвящённые Улугбеку (с макетом его обсерватории и скульптурной композицией учёного с учениками), а также космонавтам и космонавтике (с моделью космического корабля и восковыми фигурами Ю. Гагарина, В. Терешковой и С. Шарипова).